# Thalassema peronii
Thalassema peronii is een lepelworm uit de familie Thalassematidae.
De wetenschappelijke naam van de soort werd in 1865 gepubliceerd door A. de Quatrefages.